# Premier gentilhomme de la chambre
Les premiers gentilshommes de la chambre du roi sont depuis le règne de Louis XIII au nombre de quatre. Ils servent une année sur quatre. La charge a été instituée par François Ier, qui avait supprimé, en octobre 1545, celle de Grand chambrier de France.
Les premiers gentilshommes donnent la chemise au roi, en l'absence des fils de France, princes du sang, princes légitimés, ou du grand-chambellan. Ils sont les ordonnateurs des dépenses de la chambre du roi. Un règlement du 8 janvier 1717 prévoit que c'est par ordre du premier gentilhomme en service que sont fournis les ornements, tentures, décorations et luminaires, pour les maisons royales, les églises de Saint-Denis et de Notre-Dame lors des pompes funèbres des rois, reines, fils, filles, petits-fils et petites-filles de France. Ils reçoivent les serments de fidélité de tous les officiers de la chambre, leur donnent les certificats de service : ils donnent à l'huissier, les consignes concernant les personnes qu'il doit laisser entrer. L'article XXXVIII de l'arrêt du Conseil d'État du roi du 18 juin 1757 soumet aux premiers gentilshommes l'administration et la discipline intérieure des comédiens français et des comédiens italiens.

## Liste des premiers gentilshommes de la chambre du roi[6],[7],[8]

### Première charge créée en 1547[9]
- Avril 1547 - 19 décembre 1562 : Jacques d'Albon de Saint-André (1512-1562)
- 1er janvier 1563 - 10 septembre 1565 : Philibert de Marcilly (1520-1566), sieur de Cypierre
- 1er janvier 1566 - 1582 : Albert de Gondi, (1522-1602) duc de Retz
- 1er juillet 1582 - 20 octobre 1587 : Anne de Joyeuse (1560-1587)
- 1587-1588 : Philibert de la Guiche (1544-1607)
- 1588-1620 : Roger II de Saint-Lary (1562-1646), duc de Bellegarde
- 1616-1620 : César Auguste de Bellegarde (mort en 1621)
- 1620-1622 : Charles Hercules de Crevant (1599-1622) marquis d’Humières
- 15 octobre 1622 - 1623 : Jean II de Souvré (v. 1585-1656) marquis de Courtenuaux
- 1623-1626 : Henri II de Montmorency (1595-1632)
- 1626-1627 : François de Baradas (1604-v.1680)
- 1627-1630 : Louis III de Crevant (1606-1648) marquis d’Humières
- 7 janvier 1630-4 mars1669 : Gabriel de Rochechouart de Mortemart[10] (1600-1675)
- 10 mars 1669 - 19 mars 1704 : Louis Marie Victor d'Aumont de Rochebaron (1632-1704)
- 19 mars 1704 - 6 avril 1723: Louis d'Aumont de Rochebaron (1667-1723)
- 6 avril 1723 - 5 novembre 1723 : Louis Marie d'Aumont de Rochebaron (1667-1723)
- 23 novembre 1723 - 13 avril 1782 : Louis Marie Augustin d'Aumont de Rochebaron (1709-1782)
- 13 avril 1782 - 21 septembre 1792 : Louis Alexandre Céleste d'Aumont de Villequier (1736-1814)
- mai 1814 - 11 août 1830: Louis-Marie-Céleste d'Aumont[11]

### Deuxième charge créée en 1574[12]
- 16 août 1574 - 1589 : René de Villequier (v. 1535-1590)
- 1589-1610 : Henri de La Tour d'Auvergne (1555-1623), vicomte de Turenne, duc de Bouillon
- 27 septembre 1610 - 1617 : Concino Concini (vers 1575-1617)
- 24 avril 1617 - 15 décembre 1621 : Charles d'Albert (1578-1621)
- 1623-1624 : Claude de Lorraine (1578-1657), duc de Chevreuse
- 13 octobre 1624 - 1627 : Roger du Plessis-Liancourt (1609-1674), duc de La Roche-Guyon
- 1627-1632 : Henri de Schomberg (1575-1632)
- 1632 - 27 novembre 1649 : Roger du Plessis-Liancourt (1609-1674), duc de La Roche-Guyon
- 27 novembre 1649 - 16 juin 1687 : François Honorat de Beauvilliers (1607-1687), duc de Saint-Aignan
- 16 juin 1687 - février 1710 : Paul de Beauvilliers (1648-1714), duc de Saint-Aignan [obtint la survivance le 10 décembre 1666]
- 22 février 1710 - 1718 : Louis II de Rochechouart (1681-1746), duc de Mortemart
- 3 octobre 1718 - 4 décembre 1731 : Louis Paul de Rochechouart (1681-1746)
- 14 janvier 1732 - 27 juin 1743 : Charles Auguste de Rochechouart (1714-1743), duc de Mortemart
- 21 juillet 1743 - 21 décembre 1743 : Louis François Charles Augustin de Rochechouart, duc de Mortemart
- 14 février 1744 - août 1756 : Louis-François-Armand de Vignerot du Plessis de Richelieu
- 2 octobre 1756 - 1791 : Louis-Antoine-Sophie de Vignerot du Plessis, duc de Fronsac, puis duc de Richelieu

### Troisième charge créée en 1578[13]
- 1er mars 1578 - 25 juin 1581 : François d'O (1551-1594).
- 26 juin 1581 - 25 avril 1615 : Jean-Louis de Nogaret de La Valette (1554-1642), 1er duc d'Épernon.
- 26 avril 1615 - 28 février 1622 : Henri de Nogaret de La Valette (1591-1639), 1er duc de Candale.
- 1er mars 1622 - 26 février 1628 : Jean de Varignies (1545-1628), seigneur de Blainville.
- 4 mars 1628 - 28 février 1633 : Claude de Rouvroy (1607-1693), 1er duc de Saint-Simon.
- 1er mars 1633 - 17 mars 1638 : Charles de Créquy (1575-1638), 2e duc de Lesdiguières.
- 18 mars 1638 - 19 août 1643 : François de Créquy (1596-1677), 3e duc de Lesdiguières.
- 20 août 1643 - 5 avril 1673 : Charles III de Créquy (1623-1687), 1er duc de Poix.
- 6 avril 1675 - 1er juin 1709 : Charles III de La Trémoille (1655-1709), 5e duc de Thouars.
- 2 juin 1709 - 9 octobre 1719 : Charles IV de La Trémoille (1683-1719), 6e duc de Thouars.
- 10 octobre 1719 - 23 mai 1741 : Charles V de La Trémoille (1708-1741), 7e duc de Thouars.
- 5 juin 1741 - 13 avril 1788 : André-Hercule de Rosset (1715-1788), 2e duc de Fleury.
- 14 avril 1788 - 6 janvier 1815 : André-Hercule II de Rosset (1770-1815), 3e duc de Fleury.
- 1er avril 1816 - 13 juillet 1824 : Claude-Louis de La Châtre (1745-1824), 1er duc de La Châtre.
- 1er octobre 1824 - 11 août 1830 : Pierre de Blacas d'Aulps (1771-1839), 1er duc de Blacas.

### Quatrième charge créée en 1610[14]
- 1er septembre 1610 - 10 octobre 1626 : Gilles de Souvré (1542-1626), 1er marquis de Courtenvaux.
- 10 octobre 1626 - 14 décembre 1653 : Jean de Souvré (1584-1656), 2e marquis de Courtenvaux, démissionnaire.
- 14 décembre 1653 - 28 juillet 1669 : Henri de Daillon (1622-1685), 1er duc du Lude.
- 28 juillet 1669 - 9 décembre 1704 : Léon Potier (1620-1704), 2e duc de Gesvres.
- 9 décembre 1704 - 26 février 1717 :  François-Bernard Potier (1655-1739), 3e duc de Gesvres, démissionnaire.
- 26 février 1717 - 19 septembre 1757 : François-Joachim Potier (1692-1757), 4e duc de Gesvres.
- 17 octobre 1757 - 6 septembre 1789 : Emmanuel-Félicité de Durfort (1715-1789), 4e duc de Duras.
- 6 septembre 1789 - 21 septembre 1792 : Emmanuel-Céleste de Durfort (1741-1800), 5e duc de Duras.
- 6 avril 1814 - 11 août 1830 : Amédée-Bretagne de Durfort (1771-1838), 6e duc de Duras.